# Strada statale 547 di Guasila
La strada statale 547 di Guasila (SS 547) è una strada statale italiana che collega il territorio del Medio Campidano con il sud Sardegna.

## Percorso
La strada ha inizio staccandosi dalla strada statale 197 di San Gavino e del Flumini, superando subito il fiume Flumini Mannu ed attraversando il centro abitato di Furtei. La strada continua quindi verso est raggiungendo Guasila, Ortacesus e Senorbì, dove all'interno del centro abitato, condivide un breve tratto stradale con la strada statale 128 Centrale Sarda.
L'arteria devia il percorso verso sud, superando il Riu Mannu e giungendo a Sant'Andrea Frius dove si innesta sulla strada statale 387 del Gerrei.